# Johann Chapoutot
Pour les articles homonymes, voir Chapoutot.
 (mars 2025).
Johann Chapoutot, né le 30 juillet 1978 à Martigues (Bouches-du-Rhône), est un historien spécialiste d'histoire contemporaine, des fascismes et du nazisme et de l'Allemagne.

## Biographie

### Jeunesse et études
Johann Chapoutot nait et grandit à Martigues. Il grandit dans un milieu familial où les idées d'extrême droite sont présentes. Lorsqu'il est en classe de première littéraire au lycée, son professeur d'histoire l'inscrit au concours général d'histoire (1995), dont le sujet est « Un ou des fascismes dans l'Europe de l'entre-deux-guerres? ». Il obtient le premier prix du concours, et, l'année suivante, un baccalauréat littéraire.
Il est admis au lycée Henri-IV en classe préparatoire, puis à l'École normale supérieure de Fontenay-Saint-Cloud (promotion 1998, classé premier au concours d'entrée dans la série « Langues vivantes »). Il obtient l'agrégation d'histoire en 2001. Il est diplômé de l'Institut d'études politiques de Paris (promotion 2002).
Il est docteur en histoire en 2006, puis habilité à diriger des recherches (HDR) en octobre 2013.

### Parcours professionnel
Professeur d'histoire contemporaine à Sorbonne Université (ancienne université Paris-Sorbonne ou université Paris-IV) depuis 2016, il a auparavant été successivement maître de conférences à l'université Pierre-Mendès-France de Grenoble (2008-2014), puis professeur à l'université Sorbonne-Nouvelle (Paris-III, 2014-2016). Il a également été membre de l'Institut universitaire de France (2011-2016). Lauréat de la fondation Humboldt, il a été chercheur invité à la Freie Universität de Berlin (2015-2016).
En 2015, il remet en question la pertinence de rééditer Mein Kampf d'Adolf Hitler, car elle encouragerait une lecture « hitléro-centriste » du nazisme, depuis longtemps dépassée. Il se montre favorable à la publication d'éditions scientifiques et critiques, notamment en format dématérialisé.
En 2016, il participe en tant que spécialiste du nazisme avec Christian Ingrao au documentaire Hitler et les Apôtres du mal, qui dépeint « Hitler en dilettante et paresseux », « ne supportant  pas l’effort intellectuel de longue haleine », mais sachant parfaitement s’entourer.
Il enseigne l'histoire de l'Allemagne, en particulier son histoire contemporaine depuis 1806, les sociétés européennes au XIXe siècle (1815-1914), ainsi que l'histoire mise en regard avec le cinéma,,.
Il a également publié des travaux généraux sur l'histoire de l'Allemagne et sur l'Europe des dictatures de l'entre-deux-guerres.

### Engagement politique et critiques
Selon Marianne, depuis la publication de son ouvrage Libres d’obéir. Le management, du nazisme à aujourd’hui en 2020, Johann Chapoutot est devenu « une référence intellectuelle pour une partie de la gauche française ». Qualifié d'« historien militant », il se rapproche selon le magazine de La France insoumise (LFI), participant en août 2024 à l'université d’été de ce parti, essuyant les critiques d'universitaires comme Thibault Le Texier, chercheur au CESSP, l'essayiste Stéphane Domeracki et François Delpla, spécialiste du Troisième Reich. Selon ses détracteurs, il userait d'analogies injustifiées et se placerait désormais sur le terrain du pamphlet plutôt que sur celui de la recherche académique,.
Il fait partie des auteurs « plus ou moins proches des idées de LFI » selon Ouest France ; il participe ainsi en septembre 2024 à la rédaction de l'ouvrage Extrême droite : la résistible ascension publié par l'Institut La Boétie coprésidé par Jean-Luc Mélenchon et Clémence Guetté. C'est un livre pour « vaincre l’extrême droite » en 2027.
En janvier 2024, initialement prévu comme intervenant au colloque « Penser le fait génocidaire : histoire, mémoire, actualité » organisé par les collectifs juifs décoloniaux du Tsedek et de l'Union juive française pour la paix, il annule sa participation,. Il explique avoir entre-temps pris connaissance d'un tweet controversé du Tsedek publié le 7 octobre 2023 et indique qu'en tant que spécialiste du nazisme et de la Shoah, il considère que « le Hamas est un mouvement négationniste ».
Il se défend d'être militant et reçoit certains soutiens dans sa démarche.

## Thèses et travaux

### Histoire culturelle du nazisme
Johann Chapoutot pratique une histoire culturelle du nazisme : pour comprendre celui-ci, il faut « prendre au sérieux » les idées et les représentations des nazis. Il s'attache à montrer combien elles s'inscrivent dans une tradition culturelle européenne et occidentale (ainsi a-t-il préfacé l'ouvrage de James Q. Whitman sur Le Modèle américain d'Hitler). Ces thématiques ont été l'objet de sa thèse de doctorat (Le National-socialisme et l'Antiquité, 2006) et de son mémoire d'habilitation (La Loi du sang, 2014).

### «Révolution culturelle» nationale-socialiste
Avec la parution de son ouvrage La Révolution culturelle nazie (2017), Chapoutot approfondit sa thèse en s'appuyant sur une abondante bibliographie, aussi bien allemande qu'européenne. Son but est le même : exposer la cohérence intellectuelle et culturelle du projet national-socialiste développé par Adolf Hitler.
La thèse exposée par Chapoutot est en effet que le national-socialisme n'est absolument pas « un accident de l'histoire », mais que, bien au contraire, il a construit un système de pensée, distinct de la tradition chrétienne et européenne, un raisonnement « purifié de ses scories humanistes et universalistes ». Ce système n’en est pas moins rationnel et cohérent, pourvu d’une logique que l’esprit peut décortiquer et appréhender. Il s’agit d’un monde en soi, dont les adeptes ont intégré les règles, une fois qu’ils avaient opéré sur eux-mêmes cette « révolution culturelle ». La « révolution culturelle » est d’abord une révolution conservatrice : elle vise à « revenir à l’origine, à ce qu’était l’Homme germanique, son mode de vie et son attitude instinctuelle à l’égard des êtres et des choses ». Elle définit aussi le corps social comme la communauté du peuple (Volksgemeinschaft), suivant une vision organiciste de la société. L’individu n’existe qu’en tant que membre du groupe, et son existence ne se justifie que si son action est bénéfique pour celui-ci.
La « révolution culturelle » s'appuie aussi sur une conception raciste de l’histoire, qui entraîne la nécessité d'une lutte pour la préservation de la race, menacée par un péril biologique. Mais la menace n’est pas seulement biologique, elle est aussi intellectuelle, morale. Il s’agit de désaliéner la race germanique du christianisme, de la philosophie des Lumières, du matérialisme, en lui rendant son authenticité, et de restituer sa virilité originelle à la race nordique, que les influences extérieures ont dévirilisée. Cette révolution ou ce « retour aux sources » doit se faire à la fois collectivement et individuellement, par un travail de chacun sur lui-même.

### Continuité «contre-révolutionnaire»
(mars 2025).
La thèse de Chapoutot place le national-socialisme dans une continuité « contre-révolutionnaire », qui se nourrit du romantisme allemand, exaltant le retour à la tradition, mais dans le cadre du peuple et de la nation, de conserve avec une découverte, encore pré-scientifique, des concepts de race. Elle souligne l'hostilité des nazis pour la Révolution française et ses principes.
Chapoutot donne en exemple le discours du 1er avril 1933 de Joseph Goebbels, qui clame « nous avons effacé l'année 1789 de l'histoire allemande » ou la déclaration d'Alfred Rosenberg en 1934, suivant laquelle « avec la révolution nationale-socialiste, la philosophie et la pensée juridique de la Révolution française prennent fin ». Chapoutot écrit donc que, si le national-socialisme a été révolutionnaire, il l'a été au sens pré-révolutionnaire du terme, puisque, en fait, la réflexion normative nazie veut retrouver la « nature et la naissance de la race, enfouie sous les sédiments de siècles d'acculturation judéo-chrétienne ». De manière proprement contre-révolutionnaire, la « révolution », dans le lexique national-socialiste, signifie « retour circulaire à l'origine », ce qui était bien le sens du mot avant que les révolutionnaires français ne s'en saisissent dans les années 1789-1793. Chapoutot insiste sur le fait que « l'archétype nazi, c'est bel et bien l'archaïque : cet homme ancien, dont on va retrouver la beauté, grâce à la statuaire grecque, dont on va refaire le corps, grâce au sport et à la médecine, et dont on va retrouver l'instinct grâce à la science ».

### Parallèles entre les années 1930 et les années 2020
Dans les irresponsables, paru en 2025, il étudie les conditions de la prise du pouvoir par les Nazis en 1933, et questionne le parallèle souvent fait avec la situation politique des années 2020. Il déclare notamment : « La référence aux « années 30 » est devenue un rituel paresseux, comme si on avait à faire à un phénomène naturel, une fatalité historique qui voudrait que, à échéance centennale, le libéralisme économique accouche de l’horreur ». Il reproche à cette référence son objectif, qui viserait à « incriminer l’électorat populaire » car la doxa explique selon lui que « la crise économique engendre le malheur social qui aboutit à la victoire « des extrêmes » ». Lui se déclare « surpris par l’abondance des parallèles entre l’Allemagne pré-1933 et la France post-2017 ».

### Réception des principaux ouvrages
Sa thèse de doctorat, Le National-socialisme et l'Antiquité, est publiée aux PUF en 2008,,. Son principal mémoire de soutenance d'HDR, La Loi du sang : Penser et agir en nazi, est édité chez Gallimard en 2014. Ils sont tous deux traduits dans plusieurs langues.
Sa thèse est remarquée et reçoit un accueil particulièrement élogieux d'historiens francophones spécialistes de l'histoire antique comme d'histoire moderne,,,. La réception est plus contrastée chez les historiens germanophones qui, pour certains, formulent de sévères critiques tandis que d'autres saluent une entreprise historiographique rigoureuse et novatrice,,,.
Sa courte biographie d'Hitler, coécrite avec Christian Ingrao et publiée en 2018, « manque de sérieux » selon un compte rendu de l'historien André Loez publié dans Le Monde, qui souligne « nombre d'erreurs et de lacunes » (chronologie mal maitrisée, confusions, statistiques fausses, « omissions stupéfiantes »). Les responsables de la rubrique « Le Monde des livres », Jean Birnbaum et Florent Georgesco, face aux réponses de Chapoutot et d'Ingrao publiées sur les réseaux sociaux, soutiennent Loez et notent que leur collaborateur « n’a pas disposé de toute la place nécessaire pour évoquer toutes les erreurs qu’il a relevées […], erreurs dont nous tenons la liste à leur disposition ».

## Publications

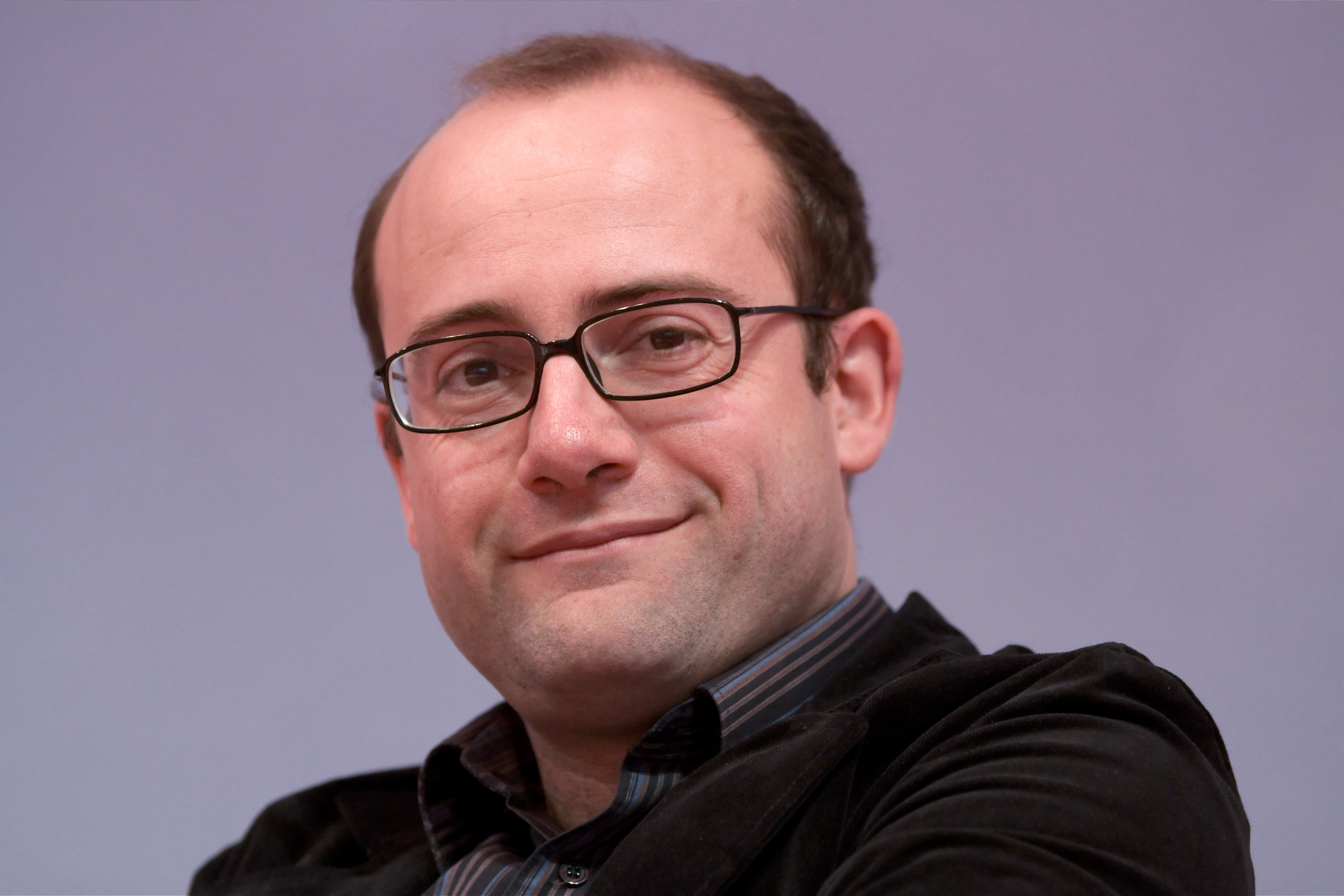
Johann Chapoutot au Salon du Livre de Paris, en 2009.

### Ouvrages
- Le National-socialisme et l'Antiquité, Paris, PUF, coll. « Le nœud gordien », 2008, 532 p. (ISBN 978-2-13-056645-8) ; rééd. coll. « Quadrige », 2012, 643 p.  (ISBN 978-2-13-060899-8).
- L'Âge des dictatures : Fascismes et régimes autoritaires en Europe de l'Ouest, 1919-1945, Paris, PUF, coll. « Licence / Histoire », 2008, 262 p. (ISBN 978-2-13-056846-9) ; rééd. Fascisme, nazisme et régimes autoritaires en Europe, 1918-1945, coll. « Quadrige », 2013, 295 p. (ISBN 978-2-13-061875-1).
- Le Meurtre de Weimar, Paris, PUF, coll. « Perspectives critiques », 2010, 128 p. (ISBN 978-2-13-058050-8) ; rééd. coll. « Quadrige », 2015, 96 p.  (ISBN 978-2-13-065304-2) Prix Eugène-Colas 2011 de l'Académie française.
- Le Nazisme : Une idéologie en actes, Paris, La Documentation française, coll. « Documentation photographique » (no 8085), janvier-février 2012.
- Histoire de l'Allemagne : 1806 à nos jours, Paris, PUF, coll. « Que sais-je ? » (no 4020), 2014, 128 p. (ISBN 978-2-13-059442-0) ; 2e édition, 2017  (ISBN 978-2-13-078796-9) ; 3e édition, 2022  (ISBN 978-2-7154-0814-2).
- La Loi du sang : Penser et agir en nazi, Paris, Éditions Gallimard, coll. « Bibliothèque des histoires », 2014, 567 p. (ISBN 978-2-07-014193-7) Prix Émile Perreau-Saussine 2015[38].
- Des soldats noirs face au Reich : Les massacres racistes de 1940 (avec Jean Vigreux), Paris, PUF, 2015, 175 p. (ISBN 978-2-13-062169-0).
- La Révolution culturelle nazie, Paris, Gallimard, coll. « Bibliothèque des histoires », 2017, 282 p. (ISBN 978-2-07-011769-7) ; rééd. coll. « Tel » (no 443), 2022, 305 p.  (ISBN 978-2-07-299248-3).
- Comprendre le nazisme, Paris, Éditions Tallandier, 2018, 426 p. (ISBN 979-10-210-3042-8).
- Hitler (avec Christian Ingrao), Paris, PUF, 2018, 212 p. (ISBN 978-2-13-080029-3).
- Le sang et la science : l'organisation Ahnenerbe, héritage des ancêtres, les Germains et les Juifs, 1935-1945, Paris, Crif, coll. « Les études du Crif » (no 50), 2018, 40 p. (BNF 45648029)
- Libres d'obéir : Le management, du nazisme à aujourd'hui, Paris, Éditions Gallimard, coll. « NRF Essais », 2020, 169 p. (ISBN 978-2-07-278924-3).
- Les 100 mots de l'histoire, Paris, PUF, coll. « Que sais-je ? » (no 4059), 2021, 128 p. (ISBN 978-2-13-073517-5).
- Le Grand Récit : introduction à l'histoire de notre temps, Paris, PUF, 2021, 377 p. (ISBN 978-2-13-082536-4).
- “Chaque geste compte” : Manifeste contre l'impuissance publique (avec Dominique Bourg), Paris, Éditions Gallimard, coll. « Tracts » (no 44), 2022, 59 p. (ISBN 978-2-07-302024-6).
- Les Irresponsables : Qui a porté Hitler au pouvoir ?, Paris, Gallimard, coll. « NRF Essais », 2025, 304 p. (ISBN 978-2-07-306119-5)[2].

### Ouvrages collectifs
- Alya Aglan, Johann Chapoutot et Jean-Michel Guieu, L'heure des choix, 1933-1945, Villeneuve-d'Ascq, Presses universitaires du Septentrion, coll. « Histoire franco-allemande » (no 9), 2019, 321 p. (ISBN 978-2-7574-0919-0).
- Dominique Bourg, Gauthier Chapelle, Johann Chapoutot, Philippe Desbrosses, Xavier Ricard Lanata, Pablo Servigne et Sophie Swaton, Retour sur Terre : 35 propositions, Paris, PUF, 2020, 96 p. (ISBN 978-2-13-082653-8).
- Johann Chapoutot, Christian Ingrao, Nicolas Patin, Le monde nazi. 1919-1945., Tallandier, 2024, 640 p.

### Préfaces
- Gershom Scholem, Quitter Berlin. Journal de jeunesse, traduction d'Angela Guidi et Sacha Zilberfarb, Paris, Éditions Rue d'Ulm, coll. « Versions françaises », 2025, 584 p  (ISBN 978-2-7288-0883-0)
- Theodor W. Adorno, Désir autoritaire, traduction de Marie-Andrée Ricard, Paris, Éditions Rue d'Ulm, 2025, 128 p  (ISBN 978-2-7288-0889-2)

### Articles
- Avec Arno Gisinger, Emmanuelle Polack, Juliette Trey et Christoph Zuschlag, « Art dégénéré et spoliations des Juifs durant la Seconde Guerre mondiale », Perspective, no 1,‎ 2018, p. 13-36 (DOI 10.4000/perspective.8968, lire en ligne).

### Direction de collection
- Histoire de la France contemporaine en dix volumes (2012-2015)[39]

### Comités de rédaction
- Depuis 2010 : membre du comité de rédaction de la Revue historique[40]
- Depuis 2011 : membre du comité de rédaction de Vingtième Siècle : Revue d'histoire[40]

## Distinctions
- Prix du livre RH Syntec Conseil (Le Monde / Sciences Po) pour Libres d'obéir : Le management, du nazisme à aujourd'hui (2020)[41].
- Prix Biguet de l'Académie française pour Libres d'obéir : Le management, du nazisme à aujourd'hui (2020)[42].
- Prix national Cherasco Storia pour Il Nazismo e l'antichità (Italie, 2019)[43].
- Prix Maurice Baumont de l'Académie des sciences morales et politiques pour La Révolution culturelle nazie (2017)[44].
- Yad Vashem International Book Prize for Holocaust Research pour La Loi du sang (Israël, 2015)[45].
- Prix Pierre Simon « Éthique et réflexion » pour La Loi du sang (2015)[46].
- Prix Émile Perreau-Saussine de philosophie politique de Madame Figaro pour La Loi du sang (2015)[38].
- Prix Eugène-Colas de l'Académie française pour Le Meurtre de Weimar (2011)[40].
- Prix du livre de la région Rhône-Alpes pour Le National-socialisme et l'Antiquité (2010)[40].
- Prix Dèzes, décerné par le Comité français des sciences historiques pour le travail de thèse (2008)[40].
- Harvard University - Harvard Certificate of Distinction in Teaching (2004)[40].